# 쓰쿠바 (순양전함)
쓰쿠바(筑波)는 일본 제국 해군의 순양전함이다. 건조 시에는 장갑순양함이었다. 쓰쿠바급 순양전함의 1번함이다. 함명은 이바라키현의 쓰쿠바 산을 따서 이름 붙여졌다. 이 이름을 가진 일본 해군의 함선은 코르벳 쓰쿠바에 이어 두 번째이다. 1912년 순양전함으로 재분류되었다.

## 개요
전함에 준하는 함포 위력을 가진 순양함으로, 또한 여순항 봉쇄에서 침몰한 전함 2척(하쓰세, 야시마)을 보완하기 위해 자매함 이코마와 함께 급히 계획, 건축된 전함이다. 기술적으로는 순양전함의 선구자라고도 할 수 있는 함이며, 또한 여순항 봉쇄 작전에서 가스가와 충돌한 요시노의 침몰로 얻은 교훈으로 충각을 없앴다. 1912년에 분류로 순양전함이 신설될 때까지 일등함(장갑순양함)이었다. 전함 ‘사츠마’와 쓰쿠바 2척은 일본이 본토에서 처음으로 건조한 장갑함이다. 1917년 1월 14일 ‘쓰쿠바’는 요코스카 항에서 정박해 있다가 화약고 폭발 사고로 침몰했다.
제인 해군 연감은 분류 변경 이전의 장갑순양함의 분류를 이용했지만, 워싱턴 해군 군축 조약에서 동형함 ‘이코마’는 규제 대상의 전함으로 취급되어 해체되었다.